# Viktor Kastel
Viktor Kastel (serbisch-kyrillisch Виктор Кастел; * 24. April 1999 in Belgrad, BR Jugoslawien) ist ein serbischer Eishockeyspieler, der seit 2020 beim HC Giants in der Suomi-sarja, der dritthöchsten finnischen Spielklasse, unter Vertrag steht.

## Karriere
Viktor Kastel begann seine Karriere als Eishockeyspieler beim HDK Maribor in Slowenien, für den er sowohl in der österreichischen Nachwuchsliga EBJL als auch in der slowenischen Eishockeyliga spielte. 2017 wechselte er zum HDD Jesenice, mit dem er 2018 slowenischer Meister wurde. Kurz vor Ende der Spielzeit 2018/19 wechselte er nach Dänemark, wo er in der zweiten Mannschaft der Odense Bulldogs in der zweitklassigen 1. division die Saison beendete. Seit 2020 spielt er für den HC Giants in der Suomi-sarja, der dritten finnischen Spielklasse.

### International
Für Serbien nahm Kastel an der Division II der U18-Weltmeisterschaften 2016 und 2017 sowie den U20-Weltmeisterschaften 2017, 2018 und 2019 teil.
Im Herrenbereich nahm Kastel mit der serbischen Auswahl erstmals an der Weltmeisterschaft 2019 der Division II teil, als den Serben der Aufstieg in die Division I gelang.

## Erfolge und Auszeichnungen
- 2018 Slowenischer Meister mit dem HDD Jesenice
- 2019 Aufstieg in die Division II, Gruppe A, bei der U20-Weltmeisterschaft der Division II, Gruppe B
- 2019 Aufstieg in die Division I, Gruppe B bei der Weltmeisterschaft der Division II, Gruppe A